# Zalmnorm

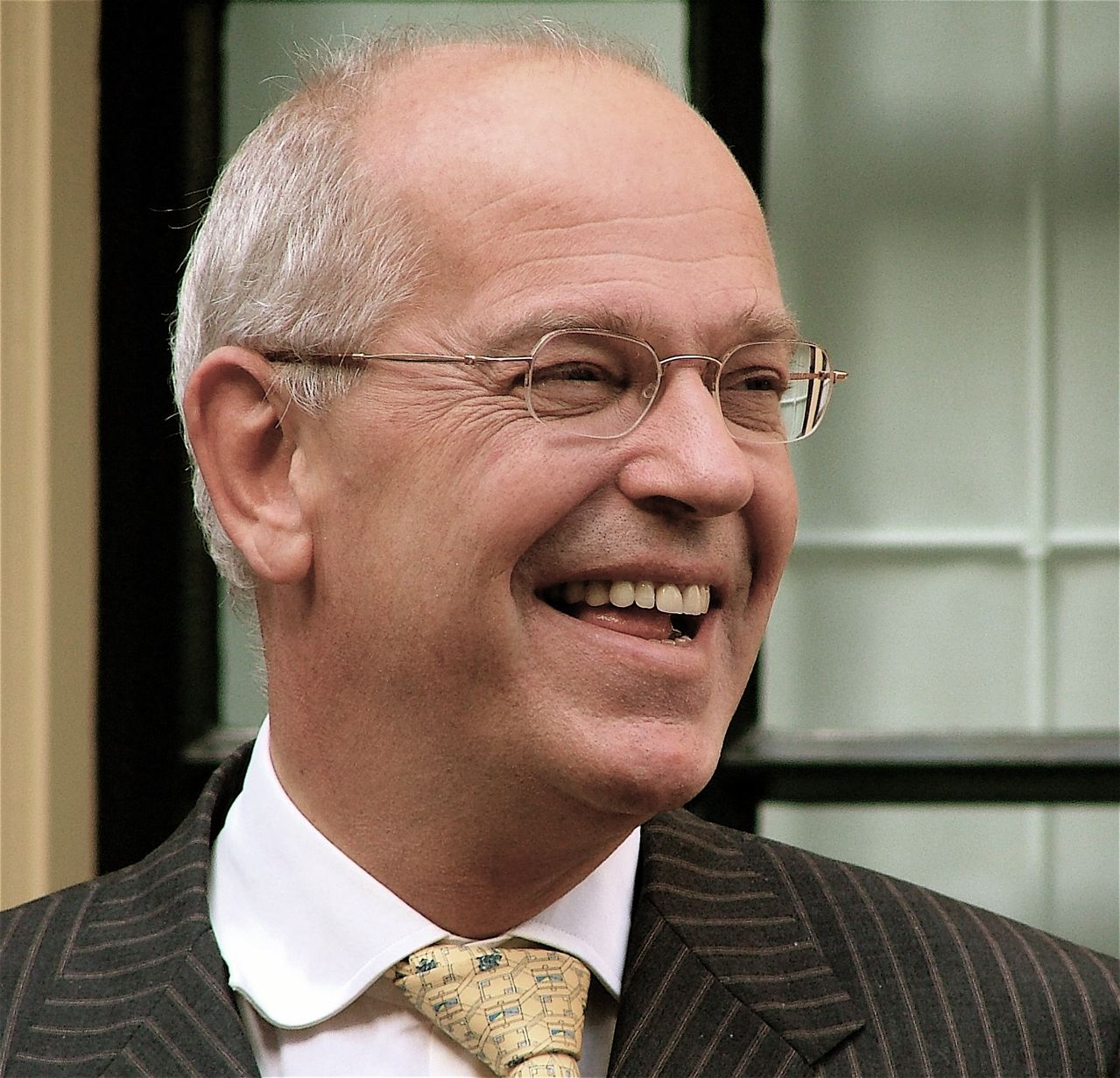
Gerrit Zalm, de naamgever van de zalmnorm

De zalmnorm is het principe dat de overheidsuitgaven worden losgekoppeld van de overheidsinkomsten. Een plafond in de overheidsuitgaven wordt vooraf afgesproken. Hierna worden inkomstenmeevallers van de rijksoverheid niet gebruikt voor extra uitgaven, maar aangewend voor het aflossen van de staatsschuld. Tegelijkertijd worden inkomstentegenvallers ook niet opgevangen door bezuinigingen. De naam verwijst naar de minister van Financiën Gerrit Zalm, die deze norm invoerde tijdens het eerste paarse kabinet onder leiding van Wim Kok.
In de jaren 1983-1993 was het begrotingsbeleid gebaseerd op een feitelijke-tekortnorm. Aangezien het begrotingstekort wordt gemeten als percentage van het bruto binnenlands product (BBP), moest het beleid bijgestuurd worden, al naargelang de conjunctuur.
Kern van het trendmatig begrotingsbeleid is een vast reëel uitgavenkader. Aan het begin van een kabinetsperiode, tijdens de onderhandelingen over het regeerakkoord, worden (onder bepaalde veronderstellingen over de ontwikkeling van de economie) afspraken gemaakt over de uitgaven (dat wil zeggen het saldo van uitgaven en niet-belastinginkomsten) en de inkomsten in de daaropvolgende vier jaar. Deze afspraken worden gemaakt in reële termen, dus uitgedrukt in euro's (vroeger guldens) van een bepaald jaar. Er wordt dus als het ware gecorrigeerd voor inflatie. 
Het voordeel van een vast reëel uitgavenkader is dat het niet conjunctuurgevoelig is en dat het minder eng (ruimer) is dan bij een feitelijke-tekortnorm.